# Mniška
Mniška nebo jeptiška  (ze středolatinského abbatisa, abatyše) je označení pro ženu žijící mnišským způsobem života v některých řádech (zejména druhá, kontemplativní větev) a která složila slavné sliby. Obecněji pak ženský protějšek pojmu mnich. Řeholnice či řeholní sestra je žena, která žije v řádu řídící se řeholí.

## V České republice

### Křesťanství

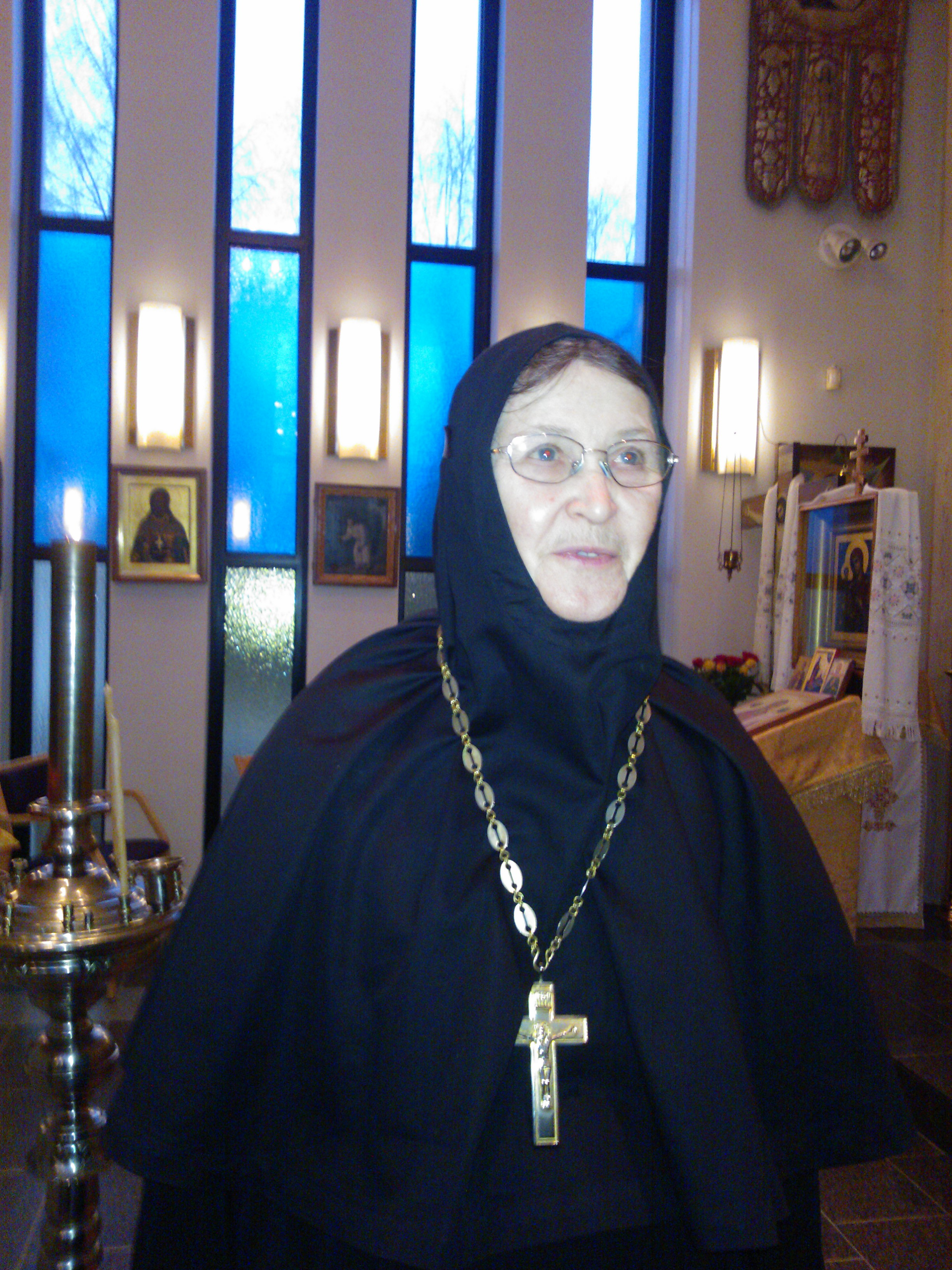
Pravoslavná mniška igumena Mikaela (Röpelinen)

V České republice se lze setkat s katolickými mniškami, jako jsou dominikánské, augustiniánské, cisterciácké, karmelitánské či trapistické (nutno ovšem podotknout, že řeholní rodiny a řády často sdružují mnišské i nemnišské větve své tradice, např. dominikánky terciářky nejsou mnišky). V Česku působí i pravoslavné mnišky. 

### Buddhismus a Šintoismus
Mnišky existují i ve východních náboženstvích, jako jsou buddhismus či šintoismus.